# BitTorrent (公司)
Rainberry, Inc.，前称BitTorrent, Inc.，总部位于美国旧金山，是一家私人持有的美国公司。公司由布莱姆·科亨和Ashwin Navin成立于2004年9月22日。公司持续开发BitTorrent点对点协议，以及使用该协议的µTorrent和BitTorrent等软件。
到目前为止，使用BitTorrent协议传输文件已经占据了相当大的一部分互联网流量。
2018年，波場收购了BitTorrent，科亨离开公司。

## 产品
BitTorrent是一款布莱姆·科亨与BitTorrent开发的点对点 计算机程序。它被用来通过BitTorrent协议上传和下载文件。BitTorrent的首个客户端就是为该协议编写。开发者常将其称为Mainline，表示这是官方的主线版本。从6.0版本开始，BitTorrent客户端已经是µTorrent的一个更名版本。因此而言，它不再是开源软件并且可用于Microsoft Windows和Mac OS X。

### µTorrent
µTorrent（或称uTorrent；常被缩写为"µT"或"uT"）是一款免费、闭源的BitTorrent客户端，由BitTorrent公司所有。它是在除中国以外使用最广泛的BitTorrent客户端。
它可在Microsoft Windows、Android和Mac OS X上使用。µTorrent Server可在Linux上使用。所有版本使用C++撰写。
2006年12月7日，µTorrent被BitTorrent公司收购，在其官方论坛上宣布此事。

### BitTorrent/μTorrent Pro
Pro是高级版本的名称，原品牌名Plus。这是BitTorrent和μTorrent在Windows下的增值版本的名称，用户在消费19.95美元升级后可以下载和安装。Plus版本的预售在2011年11月29日公布，并在2011年12月8日接受升级。
升级到BitTorrent或μTorrent的Pro版本的用户可以使用下列功能：
- 获得对 .torrent 文件的防病毒保护
- 集成高清媒体播放器[11]
- 具有媒体编解码器的转码能力
- 在种子正在下载时进行流媒体播放[12]

### BitTorrent Sync
BitTorrent Sync是一款点对点文件同步工具，现已更名为 Resilio Sync 可运行在 Windows、Mac和Linux系统。它可以在本地网络上的计算机之间同步文件，也可以在互联网上的远程用户间同步。
BitTorrent Sync的预览版计划在2013年1月宣布，2013年4月23日开放给普通用户。2013年11月23日，BitTorrent发布1.2版本客户端，以及BitTorrent Sync API的测试版本。

### BitTorrent Bundle
该公司已发布艺人如Linkin Park、Pixies、Public Enemy和Madonna的套装包（Bundles）。题为secretprojectrevolution的麦当娜套装包已于2013年9月24日发布，其中包括17分钟的同名影片、影片剧照，并为捐赠用户提供一个提交其电子邮件的选项；它还包括影片的HD和2K版本、一段VICE采访，以及一条麦当娜的留言。
2013年9月17日，该公司推出了“面向发布者的BitTorrent套装包”，一个允许内容发布者使用BitTorrent客户端创建任何大小和文件类型的套装包和分发的测试计划。
2014年9月26日，湯姆·約克发布其专辑Tomorrow's Modern Boxes为首个付费套装包，价格6美元。2014年10月3日，该项目宣布下载量已达100万次，这包括免费的单曲和视频下载加付费下载；销售数字没有发布。

### 其他产品和服务

#### BitTorrent DNA
BitTorrent公司还提供BitTorrent DNA（Delivery Network Accelerator），一款基于BitTorrent协议的免费的内容交付服务，它允许内容提供者借助用户的带宽分发内容。

#### SoShare (beta)
2012年1月5日，SoShare作为预览版发布为μTorrent客户端中的“分享”、一个独立的桌面客户端，以及一个基于Web客户端的插件。2013年2月15日，SoShare测试版推出，重新定位为一个用户友好的Web应用程序，使用BitTorrent协议，专为创意行业的专业人士使用该应用的电子邮件系统或公开链接分享高画质照片、文件和视频而设计。从官网的服务信息来看，注册用户每次发送可以发送包含最多1TB文件的文件包，并且完全免费。

#### BitTorrent Live (beta)
目前正在公测，BitTorrent Live在2011年9月首次被宣布，并于同年10月14日开始公开测试。BitTorrent premiered Live in public beta in March 2013.该平台目前用于展示音乐相关的流媒体活动。

#### BitTorrent Bleep
BitTorrent Bleep是一款多平台、点对点、无服务器的聊天客户端，可免费在Windows、Mac、Android和iOS上使用。

#### Project Maelstrom (beta)
2014年12月10日，BitTorrent宣布Project Maelstrom，这是一个基于Chromium浏览器项目的软件，能够利用BitTorrent和DHT协议制作分布式的抗审查网络发布平台。项目初期运行为一个封闭的内部测试，但目前已有测试版，可以在Windows上使用。

## 授权
此外，BitTorrent公司只授权其技术和品牌给企业客户。BitTorrent软件开发工具包（SDK）面向设备，允许合作伙伴集成BitTorrent技术到他们的硬件产品。

## 奖项和荣誉
2006年4月，BitTorrent入选2006年Red Herring北美地区前百名。
2007年6月，公司获得CNET的2007年Webware 100大奖。
2007年6月，BitTorrent获得2007年DCIA创新奖。
2007年11月，BitTorrent获得“流媒体”读者选择奖。
2010年5月，BitTorrent被Lead411确认为“2010年最热门的旧金山公司”。
2013年2月，BitTorrent名列Fast Company的“2013年最具创新企业”前五十名。

## 标准化工作
BitTorrent公司也研究及开发和开放标准促进了BitTorrent协议的开发。协议开发的讨论托管在www.bittorrent.org 上。BitTorrent公司也通过更广泛的关注标准制定作出了贡献，例如互联网工程工作组（IETF）的LEDBAT工作组。

## 合作伙伴
根据其公司网站介绍，BitTorrent公司已宣布与多家公司进行合作，包括风险投资之Accel Partners和DCM，技术伙伴ESA Flash Components、NTL:Telewest、Opera软件，以及设备伙伴Buffalo Technology、D-Link、I-O Data、Marvell Semiconductors、Netgear、Planex Communications公司及QNAP系统公司。